# Maladie de la bague
La maladie de la bague, ou bague de la carotte, est une maladie cryptogamique d'origine tellurique provoquée par une espèce d'Oomycètes pathogènes, Phytophthora megasperma. Elle affecte les carottes tant en phase de culture, au champ, qu'en période de stockage, en entrepôt. Elle est aussi parfois appelée « mildiou de la carotte ». A ne pas confondre toutefois avec le véritable « mildiou de la carotte » ou « mildiou des Ombellifères », maladie qui affecte le feuillage et qui est causée par un autre oomycète, Plasmopara crustosa, organisme appartenant au même genre biologique que l'agent du mildiou de la vigne.
Cette maladie, très peu  répandue dans le  monde, a été observée pour la  première fois en 1934 en Tasmanie par le mycologue britannique Walter John Dowson, qui l'a attribuée à Phytophthora megasperma. Elle a ensuite été observée en Alberta (Canada) en 1970-1971. Elle est présente en France, notamment en Normandie. Il faut noter toutefois que l'agent pathogène a lui une répartition cosmopolite. 

## Agents pathogènes
Cette maladie est généralement attribuée à Phytophthora megasperma. Toutefois certains auteurs citent également une autre espèce du même genre biologique, Phytophthora dauci, isolée en 2013.
Une étude récente (2002-2006) menée en France a montré qu'une seconde espèce de Phytophtora 
était présente dans 80 % des parcelles affectée par la maladie, contre 10 % pour Phytophthora megasperma. Cette nouvelle espèce, non identifiée, est très proche morphologiquement de Phytophthora porri, agent de la maladie de la tache blanche du poireau (mais signalée aussi sur la carotte), et de Phytophthora brassicae , qui attaque les Brassicaceae.

## Symptômes
Les premiers symptômes de l'infection sont l'apparition d'une tache translucide sur la racine, tache qui s'étend tout autour de la carotte pour former un anneau bien délimité (d'où le nom de « maladie de la bague »), très typique, qui vire ensuite au brun foncé et au noir. Un ou plusieurs anneaux peuvent apparaître à n'importe quel niveau de la racine. Les parties infectées de la racine deviennent aqueuses et prennent une consistance caoutchouteuse. Un mycélium blanc peut être présent sur les lésions, ce qui facilite la propagation du champignon aux racines adjacentes.
Ultérieurement, la maladie peut évoluer en pourriture humide, et s'aggraver sous l'action de bactéries pectolytiques.
Ces symptômes sont visibles uniquement pendant l'hiver lors de la conservation au champ ou pendant le stockage en chambre froide.

## Cycle de la maladie
Phytophthora megasperma se conserve  pendant plusieurs années dans le sol sous forme d'oospores. 
Les contaminations primaires ont lieu le plus souvent à l'automne et l'extension des lésions se poursuit pendant l’hiver.
Le développement de la maladie de la bague est favorisé par la succession des cultures de carottes sur la même parcelle et l'enfouissement des reliquats de carottes infectées.